# Ambassade de Chine en Guinée
L'ambassade de Chine en Guinée est la principale représentation diplomatique de la république populaire de Chine en république de Guinée.
Elle est installée au niveau de la cité ministérielle dans la capitale Conakry.

## Histoire
La Guinée et la Chine ont des relations diplomatiques depuis le 4 octobre 1958 .

## Liste des ambassadeurs
| N° | Nom et prénoms | Début | Fin      |
| -- | -------------- | ----- | -------- |
| 01 | Huang Wei      | 2018  | En cours |